# Tratado de alianza defensiva y ofensiva entre Perú y Chile (1865)
El Tratado de alianza defensiva y ofensiva entre Perú y Chile fue firmado en Lima por representantes de Chile y Perú el 5 de diciembre de 1865 para formalizar su alianza frente a la amenaza de la flota española en el Pacífico Sur que amenazaba la independencia de las nuevas repúblicas. 
Sus signatarios fueron Domingo Santa María por Chile y Toribio Pacheco por Perú, quienes también canjearon las ratificaciones el 12 de enero de 1876 en Lima.
El tratado consta de seis artículos. El primero nombra a España como la causa y prevé a cualquiera otra potencia que atente contra la soberanía e independencia de los signatarios. El segundo ordena la unión de ambas flotas en la lucha contra España. El siguiente nombra al encargado de conducir la unión de las flotas. Los gastos deberán ser llevados por el país en que se encuentre operando la flota, pero posteriormente se descontarán los gastos hechos por el otro país.
El artículo cinco insta a invitar a otras repúblicas a adherirse al tratado. Finalmente el sexto fija el plazo para la ratificación en cuarenta días.
Bolivia se adhirió el 19 de marzo de 1866 a la alianza.
Ecuador se adhirió el 30 de enero de 1866, dejando a la escuadra española sin avituallamiento desde Guayaquil hasta el Cabo de Hornos.